# Saturn Award für die beste Jugendserie
Folgende Serien haben den Saturn Award für die beste Jugendserie gewonnen:
| Jahr | Serie     | Weitere Nominierungen                                                                 |
| ---- | --------- | ------------------------------------------------------------------------------------- |
| 2012 | Teen Wolf | Being Human Doctor Who The Nine Lives of Chloe King The Secret Circle Vampire Diaries |
| 2013 | Teen Wolf | Arrow Beauty and the Beast Doctor Who Merlin – Die neuen Abenteuer Vampire Diaries    |
| 2014 | Teen Wolf | Arrow Pretty Little Liars Supernatural Vampire Diaries                                |
| 2015 | The 100   | Doctor Who Pretty Little Liars Supernatural Teen Wolf Vampire Diaries                 |

Diese Kategorie existierte von 2011 bis 2015. Im Jahr 2015 entschied man sich dazu einige Kategorien im Bereich der Fernsehserien abzuschaffen.